# Gladiolus aequinoctialis
Gladiolus aequinoctialis är en irisväxtart som beskrevs av Herb.. Gladiolus aequinoctialis ingår i släktet sabelliljor, och familjen irisväxter.

## Underarter
Arten delas in i följande underarter:
- G. a. aequinoctialis
- G. a. divina
- G. a. tomentosus